# Atomix
Atomix è un videogioco rompicapo del 1990 per MS-DOS, Amiga, Commodore 64 e Atari ST, basato sullo spostamento di blocchi su un'area vista dall'alto. Creato dalla tedesca Softtouch, venne pubblicato dalla Thalion Software.
Atomix ispirò diversi cloni, tra cui una versione per Kdegames, e un seguito ufficiale dello stesso produttore, Atomix 2, uscito per Windows nel 2004.
La conversione prevista per ZX Spectrum non uscì, ma ne esiste una non ufficiale prodotta in Cecoslovacchia.

## Modalità di gioco
L'obiettivo del gioco è l'assemblaggio di molecole partendo dagli atomi elementari basandosi sulla reale composizione di una determinata molecola, che viene mostrata in ogni livello.
Il tutto viene riprodotto in gioco tramite una rappresentazione grafica degli atomi, di forma sferica, i quali possono spostarsi secondo 4 direzioni (su, giù, destra, sinistra) su una plancia di forma variabile a seconda del livello; il giocatore deve spostare gli atomi così da collegarli secondo lo schema predefinito ottenendo una molecola. A complicare ciò intervengono il tempo limitato e le limitate (ispirate alla chimica reale) possibilità di collegamento per i vari atomi, che non possono venire ruotati. Soprattutto, una volta avviato, il movimento di un atomo si ferma solo nel momento in cui raggiunge una parete o un altro atomo che occlude la sua strada: non può venire interrotto o deviato in altro modo.